# Curcuma rubescens
Curcuma rubescens là một loài thực vật có hoa trong họ Gừng. Loài này được William Roxburgh mô tả khoa học đầu tiên năm 1810.

## Từ nguyên
Tính từ định danh rubescens là động tính từ thời hiện tại trong tiếng Latinh của động từ rubesco; có nghĩa là ửng đỏ, ánh đỏ. Ở đây là nói tới màu đỏ sẫm của bẹ của cán hoa và của lá cũng như cuống lá và gân lá hay bề mặt phiến lá cũng có ánh nâu đỏ rỉ sắt.

## Phân bố
Loài này có tại Ấn Độ, Bangladesh, Myanmar.

## Mô tả
Thân rễ lớn, hình trứng-hình trụ đến hình mác, với các củ chân vịt ruột màu trắng ngọc trai mùi thơm nồng; củ rễ nhiều. Búi lá dài 4–5 ft (120–150 cm). Cuống lá dài, màu nâu đỏ. Lá to, thuôn dài, hình mác rộng, màu xanh lục tới lục sẫm, 1–2 ft x 5-6 inch (15-30 x 13–15 cm), với gân giữa màu nâu đỏ sẫm. Cụm hoa là cành hoa bông thóc, đầu mùa (tháng 5) ở bên, cuối mùa (tháng 9) ở trung tâm búi lá, dài 5-6 inch (13–15 cm), đường kính 2 inch (5 cm). Lá bắc hoa màu lục nhạt, dài 1,5 inch (3,8 cm). Lá bắc mào ít, hình trứng, màu đỏ nhạt. Hoa dài hơn và thò ra khỏi lá bắc, màu vàng nhạt, phiến của tràng hoa có màu ánh đỏ; môi đường kính 0,5 inch (1,3 cm), có khía răng cưa. Bẹ của cán hoa và của lá cũng như cuống lá và gân lá màu đỏ sẫm; khắp bề mặt lá cũng có ánh nâu đỏ rỉ sắt.